# Aba (Hongarije)
Aba is een stad (város) en gemeente in het Hongaarse comitaat Fejér. Aba telt 4596 inwoners (2004).